# زراعة (السفيرة)
زراعة قرية سوريّة تتبع إداريّاً لمحافظة حلب منطقة السفيرة ناحية بنان، بلغ تعداد سكانها 2,173 نسمة حسب التعداد السكاني لعام 2004.